# Ljoeben Petkov
Ljoeben Petkov (Kroesjevets, 3 juni 1939 – Sofia, 8 maart 2016) was een Bulgaars schrijver van romans en kinderboeken.

## Biografie
Petkov werd geboren in de buurt van Boergas. Na zijn studies in Varna werd hij journalist en begon hij met het schrijven van romans. Zijn eerste roman verscheen in 1968, zijn eerste kinderboek in 1975. Enkele van zijn werken zijn in meer dan tien talen vertaald. 
Petkov overleed in 2016 op 76-jarige leeftijd.

### Romans
- Зелени кръстове (1968)
- Преображение господне (1990)
- Убийство (1992)
- Котаракът Бартлет (2009)

### Kinderboeken
- Кошничка с диви ягоди (1975)
- Око на света (1988)
- Сладкишът на доктор Сириус (2004)
- Край огъня - приказки от Странджа (2010)
- Варненският часовник (изд. "Сиела")

- Gemeinsame Normdatei: 1147319421
- International Standard Name Identifier: 0000 0000 3294 8964
- Library of Congress Control Number: n83011733
- Nederlandse Thesaurus van Auteursnamen: 070765677
- Système universitaire de documentation: 144543257
- Virtual International Authority File: 25014304
- WorldCat: E39PBJv8J3VHgGxhK86WF6CbBP